# The Sopranos
The Sopranos is een Amerikaanse dramaserie van regisseur/schrijver David Chase over de Italiaans-Amerikaanse maffia in New Jersey. Hoofdrollen worden vertolkt door onder anderen James Gandolfini, Edie Falco en Lorraine Bracco.
In deze serie draait het om het dagelijks leven van maffiabaas Tony Soprano. Niet alleen het gewelddadige maffiamilieu, ook familie- en liefdesperikelen spelen een grote rol in de serie.
Die combinatie en de spitsvondige dialogen maakt de Sopranos tot een serie die zich nauwelijks laat vergelijken met enig andere televisieserie of film. De serie is in de Verenigde Staten vele malen bekroond, en werd van 1999 tot 2007 uitgezonden door de betaalzender HBO. In Nederland werd de serie door de VARA (Nederland 3) uitgezonden, in Vlaanderen door Canvas.

## Verhaal

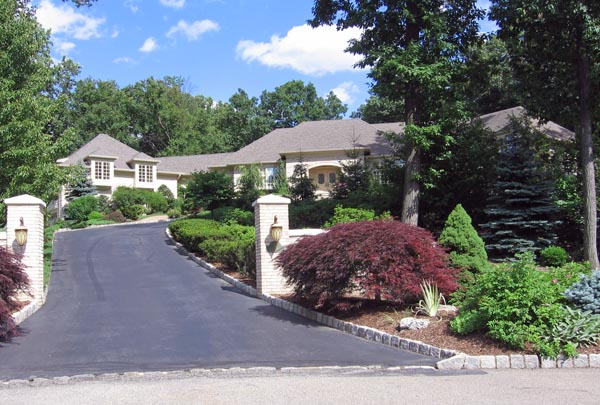
De villa van de familie Soprano

Anthony "Tony" Soprano (Gandolfini) staat aan het hoofd van de DiMeo familie, een criminele organisatie met thuisbasis in Newark, New Jersey. Officieel is Tony werkzaam in het afvalbeheer bij afvalbedrijf Barone Sanitation, maar dit is slechts een dekmantel. Tony's echte business bestaat onder andere uit illegale gokpraktijken, afpersing, overvallen en witwaspraktijken.
Aan het begin van de serie is Tony nog gewoon caporegime (of capodecina) in de familie (bende). (Capo zijn betekent dat je aan het hoofd van in principe tien mannen staat op een niveau tussen de baas en de gewone soldaten.) Tony is een gehaaide maffioso, gerespecteerd door soldiers en capo's en dus is hij de gedoodverfde troonopvolger wanneer de baas, Jack "Jackie" Aprile (Rispoli), aan kanker overlijdt. Maar niet iedereen is even blij met de snelheid waarmee Tony zich in de hiërarchie van de familie heeft weten op te werken. Corrado "Junior" Soprano (Chianese), de oom van Tony, voelt zich gepasseerd in de rangorde. En dan is er ook nog de dreiging van "New York": baas Carmine Lupertazzi (Lip) en onderbaas Johnny "Sack" Sacramoni (Curatola) doen zaken met Tony & Co in Newark via het Esplanade-project, maar zien die New Jersey-clan eigenlijk vooral als een zootje ongeregeld.
Ook thuis heeft Tony een aantal problemen. Echtgenote Carmela's relatie met Tony is verziekt door de talloze minnaressen van Tony en dochter Meadow (Sigler) en zoon Anthony Jr (Iler) zijn twee opgroeiende pubers die zich vragen beginnen te stellen bij de ietwat onconventionele levensstijl van hun vader. Daarnaast zorgen zijn moeder Livia (Marchand) en zus Janice (Turturro) voor een hoop hoofdbrekens.
Als op een dag Tony een paniekaanval krijgt en bewusteloos op de grond valt, besluit hij om (ferm tegen zijn zin) naar een psychiater te gaan. Zijn sessies bij dokter Jennifer Melfi (Bracco) zijn een terugkerend gegeven in de serie. Zij helpt hem om te gaan met zijn problemen thuis, maar geeft Tony ook (onbewust) advies dat hij aanwendt in zijn professionele leven.
Meestal houdt Tony kantoor in Satriale's (Pork Store), de slagerij die de oorspronkelijke eigenaar vanwege gokschulden moest afstaan aan Tony's vader, Johnny "Johnny Boy" Soprano. Johnny Boy is enkele jaren voor de aanvang van de serie overleden, maar hij is een grote invloed geweest in Tony's leven en het is op zijn aandringen dat Tony destijds caporegime geworden is. Ook de "Bada Bing" is een belangrijke setting in "The Sopranos". De Bing is een stripclub in handen van Silvio Dante, consigliere van Tony. Tony heeft ook hier een kantoor (met biljarttafel). Silvio Dante wordt gespeeld door Steven Van Zandt, gitarist uit Bruce Springsteens E Street Band. Andere kleurrijke figuren uit Tony's New Jersey zijn: Peter Paul "Paulie Walnuts" Gualtieri (Sirico), caporegime; Christopher "Chrissy" Moltisanti (Imperioli), neef van zowel Tony als Carmela en later caporegime en Salvatore "Big Pussy" Bonpensiero (Pastore).
Ander opvallend aspect is het openlijke bloot en het grove (maar realistische) taalgebruik in de serie. Dat is een gevolg van het gegeven dat HBO als betaalzender niet hoeft te voldoen aan de voor ‘open’ Amerikaanse televisienetten geldende regels op dit terrein.
Fans van het maffia-genre zullen geregeld verwijzingen naar films zoals The Godfather herkennen. Ook de maffia-film Goodfellas neemt een aparte plek in in de serie. Diverse Sopranos-acteurs speelden in deze film, bovendien lijkt een aantal passages uit deze film letterlijk te zijn overgenomen in The Sopranos.
Schrijver-regisseur van de serie is David Chase. Hij groeide, net zoals veel van de acteurs in de Sopranos, op in het Italiaans-Amerikaans milieu van New Jersey.

## Seizoenen, afleveringen en uitzendingen
De serie kent zes seizoenen. De eerste vijf seizoenen bevatten dertien afleveringen. Het laatste en zesde seizoen telt er eenentwintig. De afleveringen duren elk ongeveer vijftig minuten. Elke aflevering staat op zich, maar voor een goed begrip van het verloop van de serie is het bekijken van iedere aflevering wel een voorwaarde.
In tegenstelling tot bijvoorbeeld de Verenigde Staten werd de serie in Nederland slechts bekeken door een handvol trouwe fans, gemiddeld tweehonderdduizend kijkers. Al heeft dat waarschijnlijk ook te maken met het uitzendschema ('s avonds laat). Opvallend is dat het weinig scheelde of het uitzenden van de serie zou vroegtijdig zijn gestopt. Aanvankelijk werd de serie uitgezonden door Net5. Een kijkers-actie moest eraan te pas komen om de serie te behouden voor de Nederlandse tv. De VARA zond de serie sinds 2002 uit.
In de VS trok The Sopranos gemiddeld tien miljoen kijkers. Een zeer hoog aantal in ogenschouw nemend dat HBO in de VS 'achter de decoder zit’en doorgaans op zondagavond werd uitgezonden. Overigens had HBO de serie onlangs aan een zender verkocht die niet 'achter de decoder' zit. De zender zou de serie kuisen en op een open net uitzenden. De serie heeft diverse Emmy's en Golden Globe-awards, de belangrijkste televisieonderscheidingen, op zijn naam geschreven.
Alle zes seizoenen van de serie zijn bijvoorbeeld in Nederland verkrijgbaar op dvd.
Zie: Lijst van afleveringen van The Sopranos

## Rolverdeling

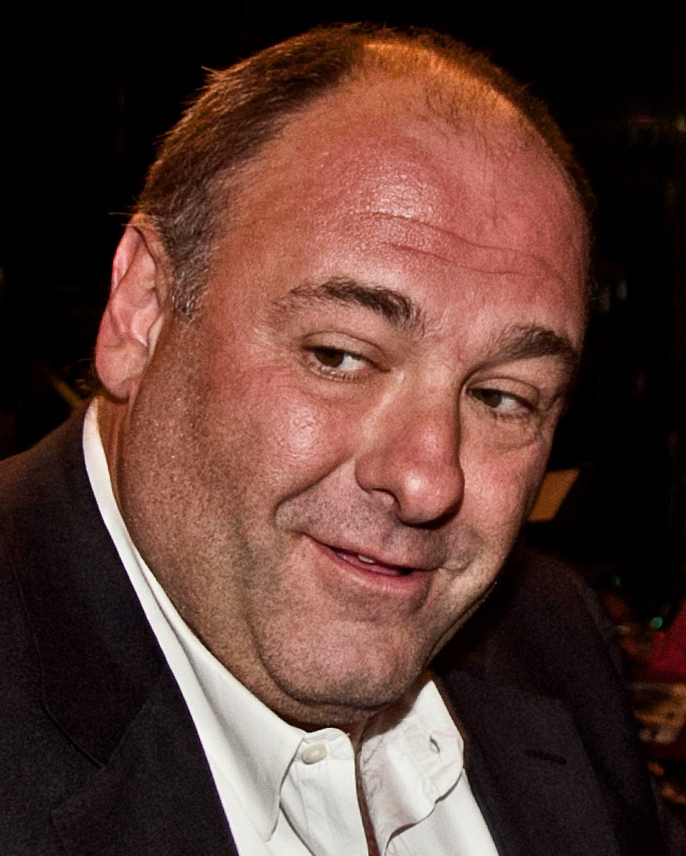
Tony Soprano (James Gandolfini)
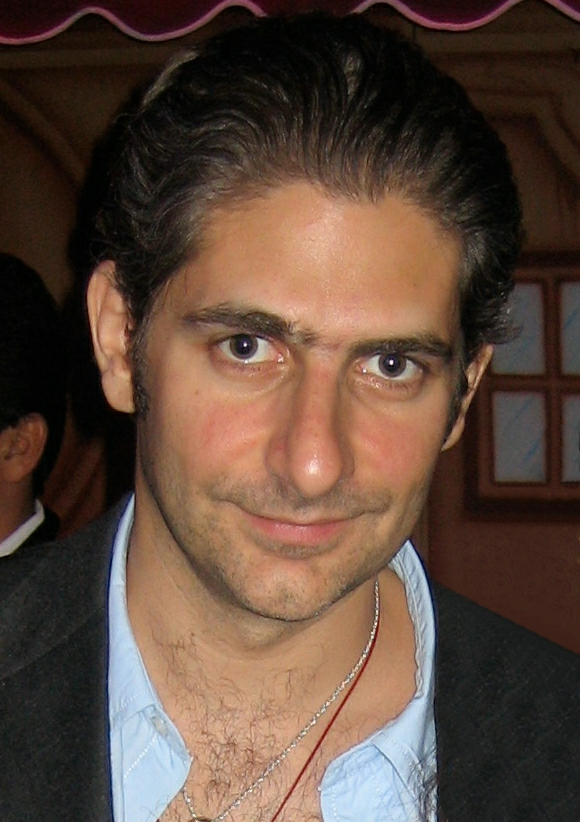
Chris Moltisanti (Michael Imperioli)
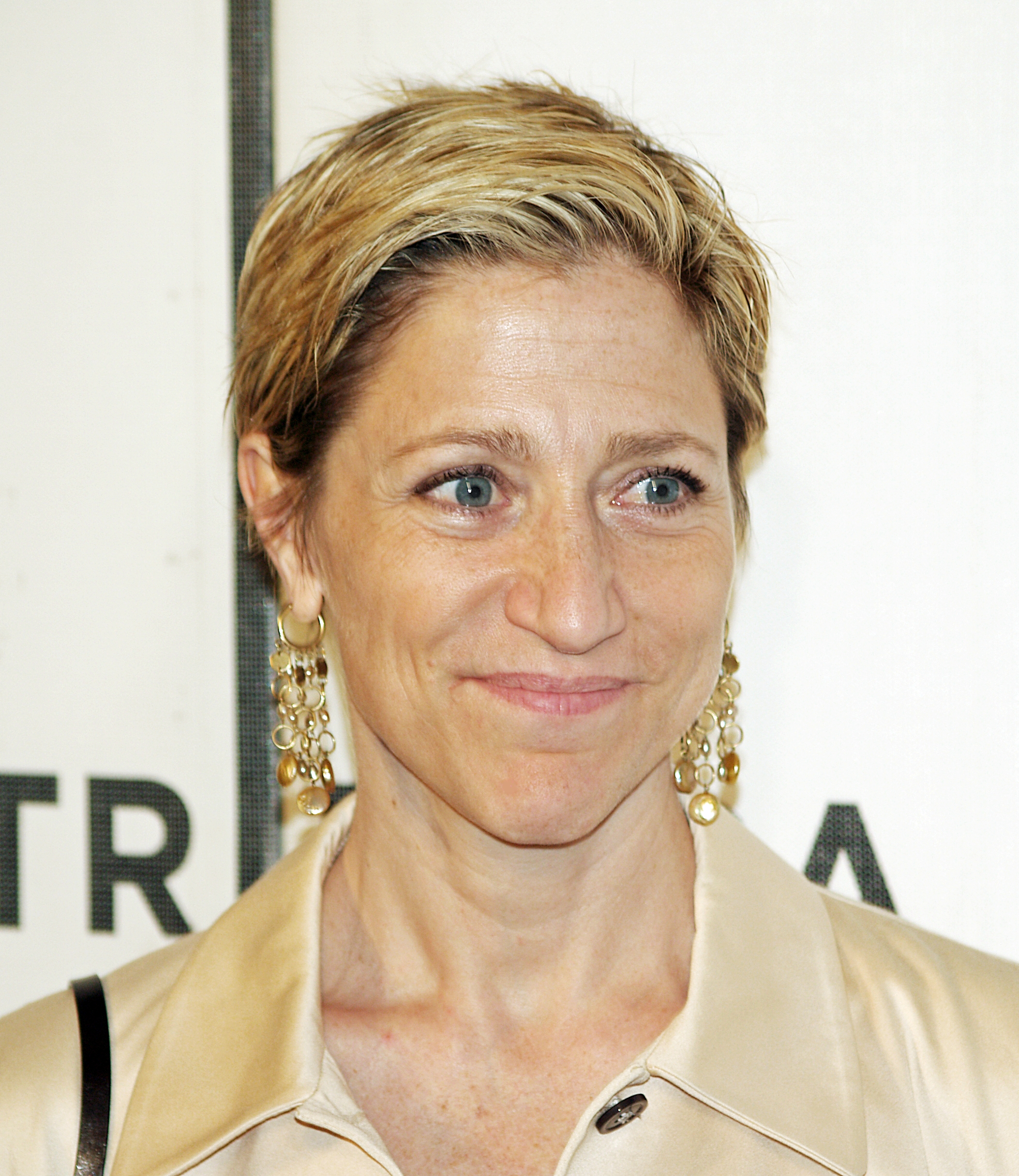
Carmela Soprano (Edie Falco)
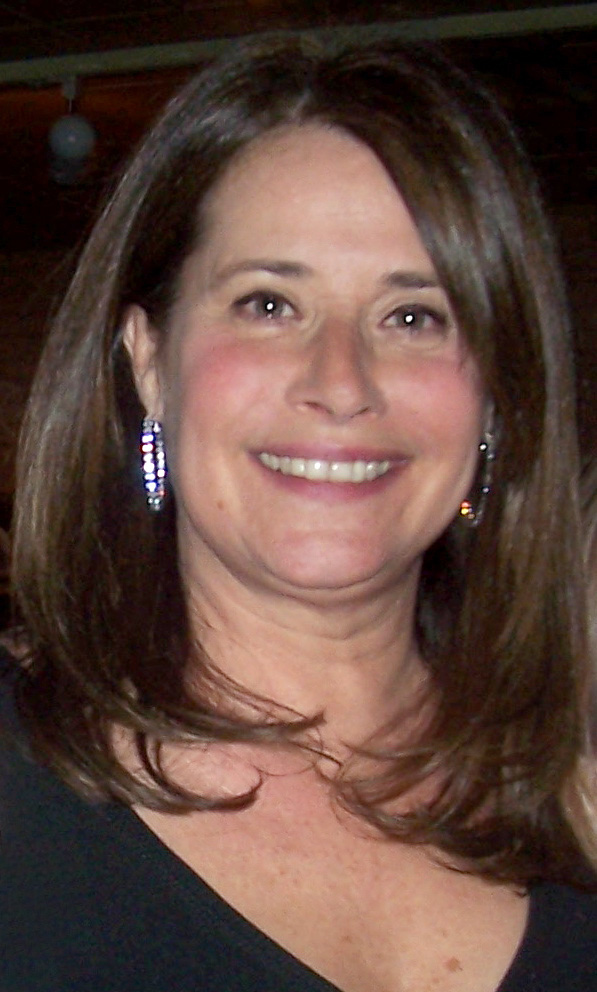
Dr. Jennifer Melfi (Lorraine Bracco)
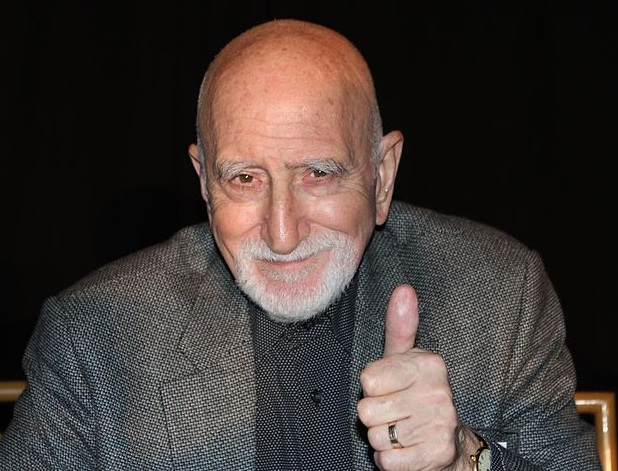
"Junior" Soprano (Dominic Chianese)
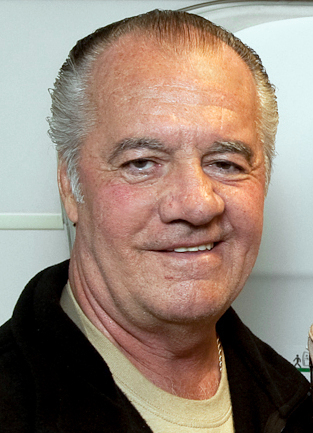
Paulie Gualtieri (Tony Sirico)
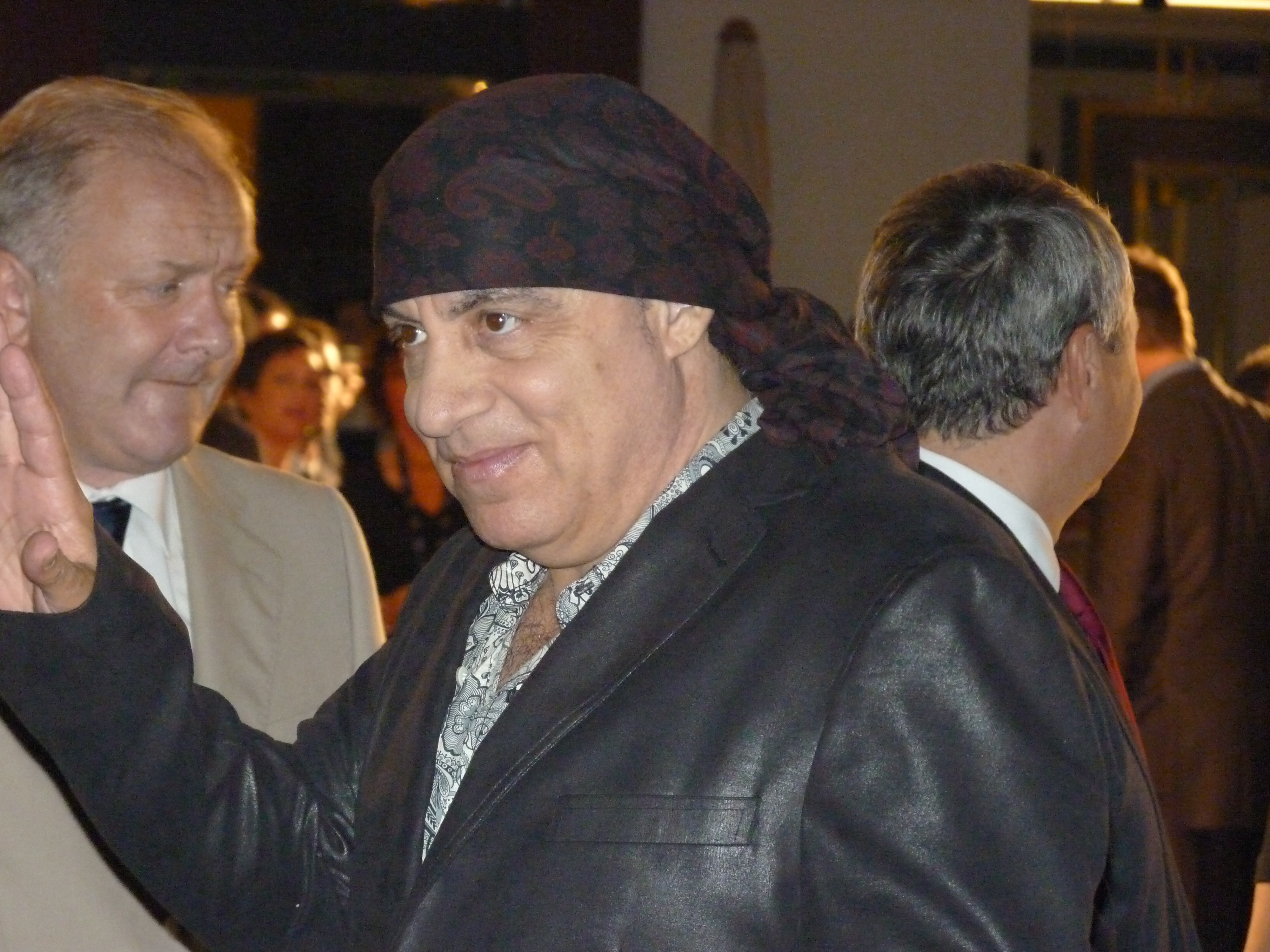
Silvio Dante (Steven Van Zandt)
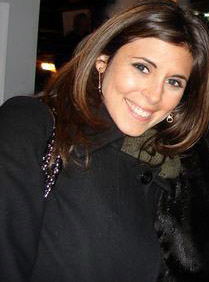
Meadow Soprano (Jamie-Lynn Sigler)
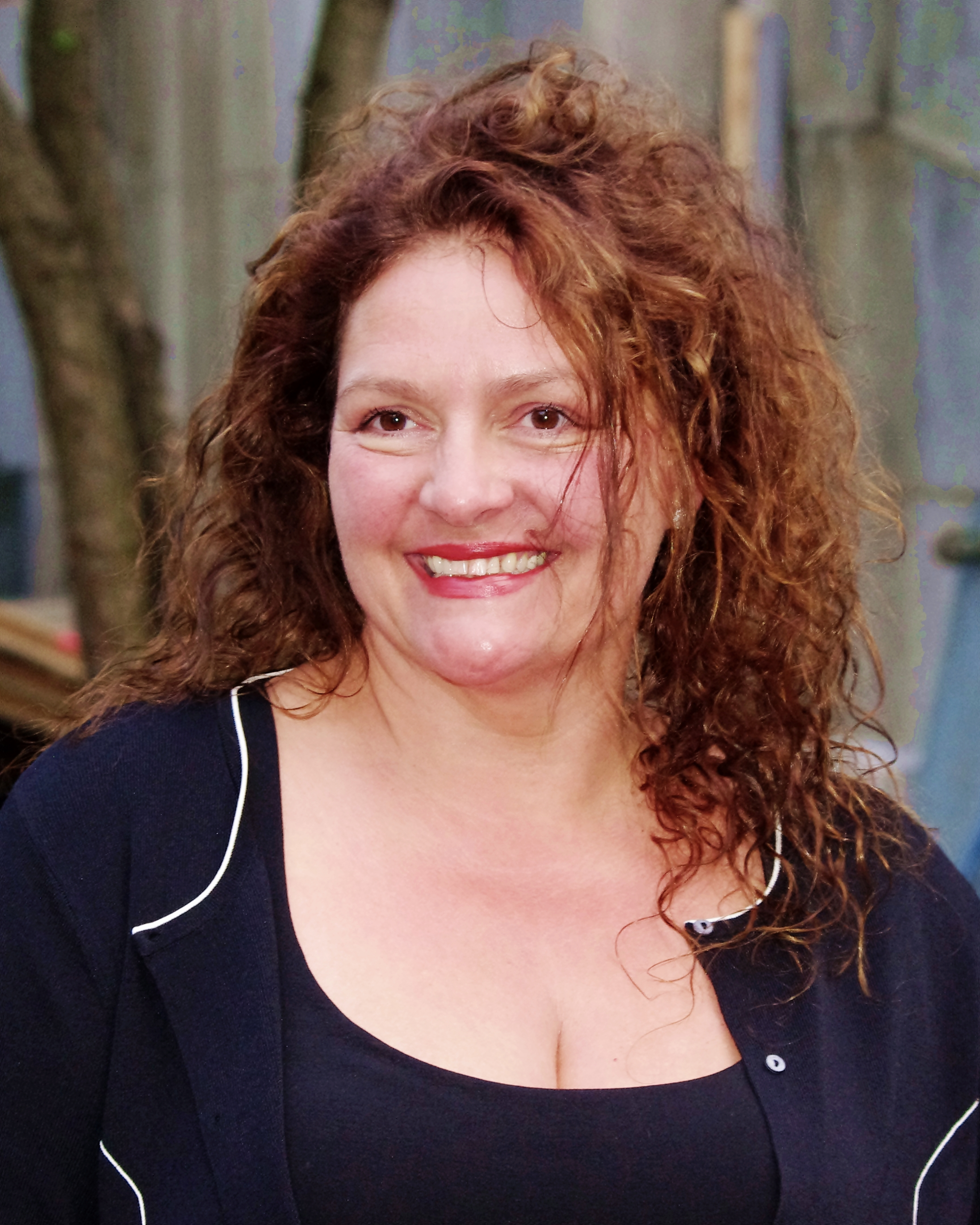
Janice Soprano (Aida Turturro)

Legenda
 = Hoofdrol
 = Bijrol
 = Geen rol
| Personage                         | Acteur / Actrice     | S1      | S2      | S3      | S4      | S5      | S6      | Totaal |
| --------------------------------- | -------------------- | ------- | ------- | ------- | ------- | ------- | ------- | ------ |
| Tony Soprano                      | James Gandolfini     | 13 afl. | 13 afl. | 13 afl. | 13 afl. | 13 afl. | 21 afl. | 86     |
| Carmela Soprano                   | Edie Falco           | 13 afl. | 13 afl. | 13 afl. | 13 afl. | 12 afl. | 21 afl. | 85     |
| Christopher "Chris" Moltisanti    | Michael Imperioli    | 13 afl. | 12 afl. | 13 afl. | 11 afl. | 13 afl. | 18 afl. | 80     |
| Silvio Dante                      | Steven Van Zandt     | 11 afl. | 10 afl. | 12 afl. | 12 afl. | 11 afl. | 21 afl. | 77     |
| Paulie Gualtieri                  | Tony Sirico          | 10 afl. | 10 afl. | 12 afl. | 10 afl. | 11 afl. | 20 afl. | 73     |
| Anthony "A.J." Soprano            | Robert Iler          | 10 afl. | 10 afl. | 11 afl. | 12 afl. | 12 afl. | 18 afl. | 73     |
| Meadow Soprano                    | Jamie-Lynn Sigler    | 12 afl. | 12 afl. | 13 afl. | 7 afl.  | 10 afl. | 17 afl. | 71     |
| Dr. Jennifer Melfi                | Lorraine Bracco      | 13 afl. | 11 afl. | 12 afl. | 10 afl. | 8 afl.  | 15 afl. | 69     |
| Corrado "Junior" Soprano          | Dominic Chianese     | 11 afl. | 11 afl. | 8 afl.  | 9 afl.  | 7 afl.  | 7 afl.  | 53     |
| Salvatore "Big Pussy" Bonpensiero | Vincent Pastore      | 8 afl.  | 11 afl. | 2 afl.  |         |         | 1 afl.  | 22     |
| Bobby "Bacala" Baccalieri         | Steven R. Schirripa  |         | 6 afl.  | 8 afl.  | 10 afl. | 10 afl. | 19 afl. | 53     |
| Adriana La Cerva                  | Drea de Matteo       | 7 afl.  | 9 afl.  | 9 afl.  | 9 afl.  | 10 afl. | 2 afl.  | 46     |
| Livia Soprano                     | Nancy Marchand       | 11 afl. | 10 afl. | 1 afl.  | 1 afl.  | 1 afl.  | 1 afl.  | 25     |
| Janice Soprano                    | Aida Turturro        | 1 afl.  | 12 afl. | 8 afl.  | 10 afl. | 6 afl.  | 13 afl. | 50     |
| Ralph Cifaretto                   | Joe Pantoliano       |         |         | 9 afl.  | 11 afl. | 1 afl.  |         | 21     |
| Richie Aprile                     | David Proval         |         | 9 afl.  |         |         | 1 afl.  |         | 10     |
| Tony Blundetto                    | Steve Buscemi        |         |         |         |         | 12 afl. | 1 afl.  | 13     |
| Furio Giunta                      | Federico Castellucio |         | 8 afl.  | 8 afl.  | 10 afl. |         |         | 26     |
| Vito Spatafore                    | Joseph R. Gannascoli |         | 2 afl.  | 5 afl.  | 11 afl. | 11 afl. | 9 afl.  | 38     |
| Pasquele "Patsy" Parisi           | Dan Grimaldi         |         | 2 afl.  | 9 afl.  | 9 afl.  | 9 afl.  | 18 afl. | 47     |
| Eugene Pontocorvo                 | Robert Funaro        |         |         | 7 afl.  | 8 afl.  | 7 afl.  | 2 afl.  | 24     |
| Herman "Hesh" Rabkin              | Jerry Adler          | 5 afl.  | 5 afl.  | 5 afl.  | 3 afl.  | 5 afl.  | 6 afl.  | 29     |
| John "Johnny Sack" Sacramoni      | Vincent Curatola     | 1 afl.  | 3 afl.  | 6 afl.  | 8 afl.  | 9 afl.  | 6 afl.  | 33     |
| Phil Leotardo                     | Frank Vincent        |         |         |         |         | 12 afl. | 19 afl. | 31     |
| Carmine Lupertazzi sr.            | Tony Lip             |         |         | 1 afl.  | 6 afl.  | 3 afl.  | 1 afl.  | 11     |
| "Little" Carmine Lupertazzi jr.   | Ray Abruzzo          |         |         | 1 afl.  | 6 afl.  | 6 afl.  | 8 afl.  | 21     |
| Artie Bucco                       | John Ventimiglia     | 4 afl.  | 4 afl.  | 7 afl.  | 6 afl.  | 8 afl.  | 7 afl.  | 36     |
| Charmaine Bucco                   | Kathrine Narducci    | 4 afl.  | 1 afl.  | 4 afl.  | 2 afl.  | 3 afl.  | 3 afl.  | 17     |
| Rosalie Aprile                    | Sharon Angela        | 3 afl.  | 3 afl.  | 8 afl.  | 8 afl.  | 4 afl.  | 11 afl. | 37     |
| Angie Bonpensiero                 | Toni Kalem           |         | 4 afl.  | 2 afl.  | 1 afl.  | 1 afl.  | 3 afl.  | 11     |
| Gloria Trillo                     | Annabella Sciorra    |         |         | 4 afl.  | 2 afl.  | 1 afl.  |         | 7      |
| Robert Wegler                     | David Strathairn     |         |         |         |         | 3 afl.  |         | 3      |
| Blanca Selgado                    | Dania Ramirez        |         |         |         |         |         | 5 afl.  | 5      |
| Corky Caporale                    | Edoardo Ballerini    |         |         |         |         |         | 4 afl.  | 4      |
| Dr. Ba                            | C.S. Lee             |         |         |         |         |         | 2 afl.  | 2      |
| Dr. Elliot Kupferberg             | Peter Bogdanovich    |         | 4 afl.  | 2 afl.  | 2 afl.  | 2 afl.  | 4 afl.  | 14     |
| Benny Fazio                       | Max Casella          |         |         | 3 afl.  | 7 afl.  | 7 afl.  | 11 afl. | 28     |
| Feech La Manna                    | Robert Loggia        |         |         |         |         | 4 afl.  |         | 4      |
| Julianna Skiff                    | Julianna Margulies   |         |         |         |         |         | 4 afl.  | 4      |

- Tony Soprano
(James Gandolfini)
- Chris Moltisanti
(Michael Imperioli)
- Carmela Soprano
(Edie Falco)
- Dr. Jennifer Melfi
(Lorraine Bracco)
- "Junior" Soprano
(Dominic Chianese)
- Paulie Gualtieri
(Tony Sirico)
- Silvio Dante
(Steven Van Zandt)
- Meadow Soprano
(Jamie-Lynn Sigler)
- Janice Soprano
(Aida Turturro)

## Verbanden met Goodfellas
Een aantal acteurs uit maffiafilm Goodfellas (1990) spelen belangrijke rollen in de reeks The Sopranos:
Lorraine Bracco (Goodfellas: Karen Hill, The Sopranos: Jennifer Melfi), Tony Sirico (Goodfellas: Tony Stacks, The Sopranos: Paulie Walnuts), Michael Imperioli (Goodfellas: Spider, The Sopranos: Christopher Moltisanti), Frank Vincent (Goodfellas: Billy Batts, The Sopranos: Phil Leotardo)...
De openingsscène van de meeste seizoenen van The Sopranos is ook identiek aan de laatste scène van Goodfellas: het hoofdpersonage dat in zijn badjas de krant gaat ophalen vooraan de oprit naar de garage.
In de pilot aflevering verwijzen er twee dialogen naar Goodfellas. Father Phil vraagt Carmela waar Tony Goodfellas rankt ten opzichte van The Godfather-films. Op het eind van de aflevering als Christopher begint over het schrijven van een maffia scenario voor Hollywood, wordt Tony kwaad en zegt hij; ‘What are you gonna do, go Henry Hill on me now?
- Henry Hill is het hoofdpersonage van Goodfellas, die de maffia verraadt, en heeft meegewerkt aan verschillende publicaties over de maffia, waaronder Wiseguy van Nicolas Pileggi, het boek waar Goodfellas op gebaseerd is.